# Zviad Gamszahurdia
Zviad Gamszahurdia (grúz nyelven: ზვიად კონსტანტინეს ძე გამსახურდია,  Zviad Konsztantinesz dze Gamszahurdia; Tbiliszi,1939. március 31. – Dzveli Hibula,1993. december 31.) grúz társadalmi, politikai és állami személyiség; író, tudós, antropozófus, disszidens, a bölcsészettudományok doktora.

## Pályafutása
A Grúz SZSZK Legfelsőbb Tanácsának Elnöke (1990–1991), valamint Grúzia első elnöke (1991–1992). Mingrél nemzetiségű. A grúz nemzeti mozgalom egyik vezetője volt. 
1992-ben véres katonai puccsot hajtottak végre ellene, Gamszahurdia Nyugat-Grúziában vezette a száműzött kormányt, ahol polgárháború tört ki a központi vezetés és az elnök szimpatizánsai között. Mingrélia, amely maximálisan támogatta őt, egy ideig a kiválást fontolgatta Grúziából.

## Fordítás
- Ez a szócikk részben vagy egészben  a(z)   Гамсахурдия,_Звиад_Константинович című orosz Wikipédia-szócikk fordításán alapul.  Az eredeti cikk szerkesztőit annak laptörténete sorolja fel. Ez a jelzés csupán a megfogalmazás eredetét és a szerzői jogokat jelzi, nem szolgál a cikkben szereplő információk forrásmegjelöléseként.